# 平維幹
平 維幹（たいら の これもと）は、平安時代中期の武将。常陸国筑波郡多気を拠点とした。名は惟基とも表記される。

## 経歴
下総を本拠とする平将門が反乱を起こした承平天慶の乱の後、平貞盛は、その報償として常陸に多数の所領を得た。貞盛は一族から多数の養子を迎えており、この内、弟である繁盛の子・維幹を常陸に赴任させた。維幹は同国筑波郡多気に因んで多気権大夫と号し、多気を拠点にして勢力を拡大させた。
『今昔物語集』巻二五第九源頼信朝臣、平忠恒を責むる語」によれば、長和5年（1016年）以前から、維幹は平忠常と利権をめぐって抗争しており、忠常は惟基のことを「惟基ハ先祖ノ敵也」と述べている。そして、平忠常の乱の際には、三千騎を率いて源頼信に従っている。
なお、京都においては、平維敏や平維叙らとともに藤原実資に臣従していたという。

## 『宇治拾遺物語』
『宇治拾遺物語』巻三「伯の母の事」には、訴訟のために上洛していた維幹が、高階成順（高階成忠の孫）の長女・大姫御前を盗み、出し常陸国に連れ帰った逸話が記されている。大姫御前は、連れ去られた後に、妹の康資王母に「吹き返すこちのかへしは身にしみき都の花のしるべと思ふに」という歌を送った。後に康資王母が夫の常陸守・藤原基房と共に常陸国に降った際に、大姫御前は亡くなっていたが、彼女の娘2人と面会することができ、康資王母はその振る舞いの上品さに、娘2人は康資王母が亡き母に似ていることに泣いたという。

## 系譜
- 父：平繁盛
- 母：不詳
- 養父：平貞盛
- 妻：大姫御前 - 高階成順女
- 生母不明
  - 男子：平為幹
  - 四男：平為賢（伊佐為賢）
  - 男子：那珂国幹
  - 女子
  - 女子